# Michael Bishop (autor)
Michael Lawson Bishop (n. 12 noiembrie 1945, Lincoln, Nebraska, SUA – d. 13 noiembrie 2023) a fost un scriitor american  de literatură modernă în genurile science-fiction și fantasy.
Michael Bishop a câștigat premiul Nebula în 1981 cu The Quickening (cea mai bună nuveletă) și în 1982 cu No Enemy But Time (cel mai bun roman). A mai primit patru premii Locus. Lucrările sale au avut numeroase nominalizări la premiul Hugo. În iulie 2009, The Pile a primit premiul Shirley Jackson pentru cea mai bună povestire din 2008.

## Listă selectivă de opere

### Romane
- A Funeral for the Eyes of Fire (1975) -- nominalizare Nebula Award, 1975[18]
- And Strange at Ecbatan the Trees (1976) (republicată ulterior ca Beneath the Shattered Moons)
- Stolen Faces (1977)
- A Little Knowledge (1977); prima carte din seria „Urban Nucleus”.
- Catacomb Years (1979); a doua carte din seria „Urban Nucleus”.
- Transfigurations (1979) (extinderea nuvelei "Death and Designation Among the Asadi") -- nominalizare BSFA, 1980[19]
- Eyes of Fire (1980) (o revizuire completă a primului său roman)
- Under Heaven's Bridge (1981, cu Ian Watson)
- No Enemy But Time (1982) -- câștigător Nebula Award, BSFA nominalizare, 1982;[20] nominalizare Campbell Award, 1983[21]
- Who Made Stevie Crye? (1984)
- Ancient of Days (1985) -- nominalizare Arthur C. Clarke Award, 1988[22]
- The Secret Ascension (1987) (republicată ulterior cu titlul original al autorului: Philip K Dick Is Dead, Alas) -- nominalizare Arthur C. Clarke Award, 1989[23]
- Unicorn Mountain (1988) -- câștigător Mythopoeic Award, nominalizare Locus Fantasy Award, 1989[23]
- Count Geiger's Blues (1992)
- Brittle Innings (1994) -- câștigător al premiilor Locus Award, Campbell, World Fantasy și nominalizare Hugo Award, 1995[24]
- Joel-Brock the Brave and the Valorous Smalls (2016)

Seria Will Keats
1. Lawson, Philip (1998). Would it kill you to smile?. Atlanta: Longstreet.
2. — (2000). Muskrat courage.

### Ficțiuni scurte
Colecții
- Blooded on Arachne (1982), include nuvelele „The White Otters of Childhood” și „On the Street of the Serpents”, nouă povești și două poezii din 1970–1978
- One Winter in Eden (1984), cuprinde douăsprezece povestiri din 1978-1983 cu o introducere de Thomas M. Disch
- Close Encounters With the Deity (1986), include nuvela "The Gospel According to Gamaliel Crucis" și treisprezece povestiri din 1979-1986 cu o introducere de Isaac Asimov
- Emphatically Not SF, Almost (1990), include nouă povești mainstream din 1982-1987
- At the City Limits of Fate (1996), cuprinde cincisprezece povestiri din 1982–1996  -- nominalizare Philip K. Dick Award, 1996[26]
- Blue Kansas Sky (2000), patru nuvele din 1973–2000, inclusiv prima publicație a povestirii din titlu
- Brighten to Incandescence: 17 Stories (2003), o compilație de povești necolectate anterior din 1971–2003
- The Door Gunner and Other Perilous Flights of Fancy: A Michael Bishop Retrospective (2012), o colecție de 25 de povestiri și nuvele din perioada 1970-2009, dintre care 8 sunt necolectate anterior
- Other Arms Reach Out to Me: Georgia Stories (2017), include cincisprezece povestiri, majoritatea mainstream și necolectate, din 1982-2017; câștigător al Georgia Author of the Year Award pentru culegere de povestiri scurte[27]
- The Sacerdotal Owl and Three Other Long Tales of Calamity, Pilgrimage, and Atonement (2018), include trei nuvele din 1983-2012 și nuvela scurtă And Strange at Ecbatan the Trees (1976)
- The City and the Cygnets (2019), o republicare a tuturor lucrărilor din Secvența Urnu, publicată inițial între 1971-1979
- A Few Last Words for the Late Immortals (2021), include 50 de povestiri scurte și poezii din perioada 1971-2021, dintre care multe au fost necolectate anterior[28]

Antologii
- Changes (1983, cu Ian Watson)
- Light Years and Dark (1984) (câștigător Locus Award)
- Nebula Awards 23 (1989)
- Nebula Awards 24 (1990)
- Nebula Awards 25 (1991)
- A Cross of Centuries (2007)
- Passing for Human (2009, cu Steven Utley)

Povestiri
| Titlu                                 | An   | Prima publicare                                                                                   | Note                                            |
| ------------------------------------- | ---- | ------------------------------------------------------------------------------------------------- | ----------------------------------------------- |
| Death and designation among the Asadi | 1973 |                                                                                                   | Nuvelă, nominalizare Hugo Award și Nebula Award |
| Her chimpanion                        | 2001 | Bishop, Michael (martie 2001). „Her chimpanion”. F&SF. 100 (3): 123–124.                          |                                                 |
| Rattlesnakes and men                  | 2015 | Bishop, Michael (ianuarie 2015). „Rattlesnakes and men”. Asimov's Science Fiction. 39 (1): 10–28. | Nuveletă, nominalizare Nebula Award             |

- "The White Otters of Childhood" (1973), nuvelă (nominalizare Hugo Award și Nebula Award )
- "Cathadonian Odyssey" (1974) (nominalizare Hugo Award)
- "On the Street of the Serpents" (1974), nuvelă (nominalizare Nebula Award)
- "Rogue Tomato" (1975) (nominalizare Hugo Award)
- "The Samurai and the Willows" (1976), nuvelă (câștigător Locus Award; nominalizare Hugo Award și Nebula Award)
- "The House of Compassionate Sharers", nuvelă (1977)
- "Old Folks at Home", nuvelă (1978)
- "Within the Walls of Tyre" (1978), nuveletă (World Fantasy Award nominalizare)
- "Vernalfest Morning" (1978) (Nebula Award nominalizare)
- "Seasons of Belief" (1979) (dramatizat în Tales from the Darkside)
- "Cold War Orphans" (1980), nuvelă
- "The Quickening" (1981), nuveletă (câștigător Nebula Award)
- "The Gospel According to Gamaliel Crucis" (1983), nuvelă (nominalizare Nebula Award)
- "Her Habiline Husband" (1983), nuvelă (câștigător Locus Award și nominalizare Nebula Award)
- "The Monkey's Bride" (1983) (nominalizare World Fantasy Award)
- "Dogs' Lives" (1984) (retipărit în Best American Short Stories 1985)
- "A Gift from the GrayLanders" (1985), nuveletă (nominalizare Hugo Award și Nebula Award)
- "For Thus Do I Remember Carthage", nuveletă (1987)
- Apartheid, Superstrings, and Mordecai Thubana (1989), nuvelă (nominalizare World Fantasy Award) (publicată ca o cărticică)
- "The Ommatidium Miniatures" (1989) (nominalizare Nebula Award)
- "Life Regarded as a Jigsaw Puzzle of Highly Lustrous Cats" (1991) (finalist al Nebula Award for Best Short Story)
- "Cri de Coeur" (1994), nuvelă (nominalizare Hugo Award)
- "I, Iscariot" (1995), nuveletă (nominalizare Theodore Sturgeon Award)
- "Among the Handlers" (1996), nuvelă
- "Sequel on Skorpiós" (1998)
- "Blue Kansas Sky" (2000), nuvelă (nominalizare World Fantasy Award)
- "The Sacerdotal Owl" (2003), nuveletă
- "The Door Gunner" (2003), nuveletă (câștigător Southeastern Science Fiction Achievement Award)
- "The Road Leads Back" (2003)
- "Bears Discover Smut" (2005) (câștigător Southeastern Science Fiction Achievement Award și nominalizare la British Science Fiction Association award)
- "Vinegar Peace; or, The Wrong-Way, Used-Adult Orphanage" (2008), nuveletă (Nebula Award nominalizare)
- "The Pile" (2008) (câștigător Shirley Jackson Award)
- "The City Quiet as Death" (2009, cu Steven Utley)
- "Twenty Lights to 'The Land of Snow'" (2012), nuvelă (Selectată de Gardner Dozois pentru antologia sa anuală "Best of the Year")
- "Gale Strang" (2017), nuveletă
- "Yahweh's Hour" (2021)

### Poezie
Colecții
- Windows and Mirrors (1977)
- Time Pieces (1998)[30]

### Non-ficțiune
- A Reverie for Mister Ray (2005)